# 卡罗琳·伯克尔
卡罗琳·伯克尔（Caroline Burckle，1986年6月24日—）生于肯塔基州路易維爾，美国女子游泳运动员，主攻自由泳。曾参加2008年夏季奥林匹克运动会，最终在女子4×200米自由泳接力项目上收获一枚铜牌。